# 7 Волопаса
7 Волопаса (лат. 7 Boötis, HD 121107) — одиночная звезда в созвездии Волопаса на расстоянии приблизительно 590 световых лет (около 181 парсека) от Солнца. Видимая звёздная величина звезды — +5,58m. Возраст звезды определён как около 290 млн лет.

## Характеристики
7 Волопаса — оранжево-жёлтый гигант спектрального класса G5III, или G3III, или K0. Масса — около 3,342 солнечных, радиус — около 12,88 солнечных, светимость — около 165,319 солнечных. Эффективная температура — около 5293 K.

## Планетная система
В 2019 году учёными, анализирующими данные проектов HIPPARCOS и Gaia, у звезды обнаружена планета.